# Варлаам Антіохійський
Варлаам Антіохійський († 304, Антіохія) — ранньо-християнський святий, сирійський мученик. Загинув під час переслідування християн імператором Діоклетіаном.
Св. мученик Варлаам мав бути сільським робітником близько міста Антіохії в Сирії (сьогодні Туреччина). Коли він прилюдно визнавав Христову віру, його ув'язнили. Після довгого ув'язнення його жорстоко мучили й силували зложити жертву поганським божкам. Коли ж Варлаам не давався ніяким чином примусити до того, його замучили. Згинув св. мученик Варлаам у місті Антіохії, правдоподібно 304 року.
- Пам'ять святого - 2 грудня

## Джерело
- Рубрика Покуття[недоступне посилання з червня 2019]
- Мученик Варлаам [Архівовано 5 січня 2009 у Wayback Machine.]